# Cophecheilus
Genre
Cophecheilus est un genre de poissons téléostéens de la famille des Cyprinidae et de l'ordre des Cypriniformes. Toutes ces espèces sont originaires de Chine.

## Liste des espèces
Selon FishBase (15 septembre 2015) :
- Cophecheilus bamen Y. Zhu, E. Zhang, M. Zhang & Y. Q. Han, 2011[2],[1]
- Cophecheilus brevibarbatus A. Y. He, H. Wei, Y. He, Jian Yang, 2015[3]